# Claudia Webbe

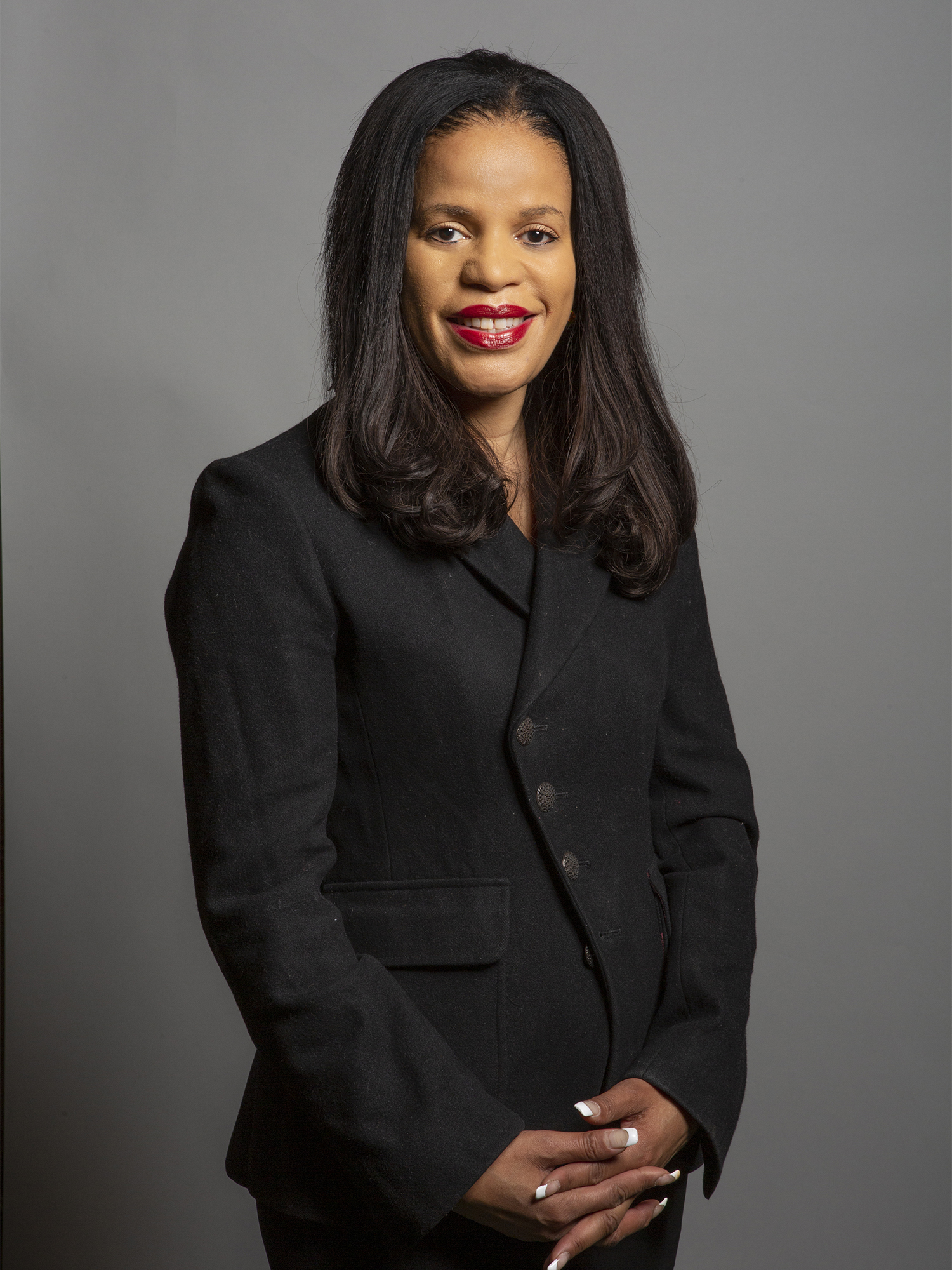
Webbe, Ende der 2010er Jahre

Claudia Naomi Webbe (* 8. März 1965 in Leicester) ist eine britische Politikerin. Sie vertrat von 2019 bis zur Unterhauswahl 2024 den Wahlkreis Leicester East im House of Commons. 2021 wurde sie nach einer Verurteilung wegen sexueller Belästigung aus der Labour Party ausgeschlossen und war in Folge in Westminster partei- und fraktionslos.
Webbs Eltern migrierten zur Zeit der Windrush-Generation von Nevis in der damaligen britischen Kolonie St. Kitts und Nevis nach Leicester.

## Bildung
Webbe besuchte die „King Richard III Secondary School“ (heute „Fullhurst Community College“). Anschließend besuchte sie von 1983 bis 1986 die „Lanchester Polytechnic“ und erhielt einen Abschluss als Bachelor in Mathematik, Statistik und Computer.
Außerdem studierte sie in Leicester an der „De Montfort University“ Sozialwissenschaften sowie Rechtssoziologie an der University of Nottingham. An der Birkbeck, University of London studierte sie Rasse- und ethnische Beziehungen und schloss diesen mit einem Master ab.

## „Operation Trident“
Webbe ist eine der Gründerinnen und ehemalige Vorsitzende der 1998 gegründeten „Trident Independent Advisory Group“ (IAG), welche die „Trident Group“ den Metropolitan Police Service zu Waffen-Kriminalität in der schwarzen Gemeinschaft berät.
Im Februar 2012 erklärte ein Polizeisprecher, dass die IAG unabhängiger werden müsse und die Gesellschaft besser vertreten müsse, woraufhin die Polizei den Vorsitz im Februar 2013 übernahm.
Webbe kritisierte daraufhin diese Übernahme und erklärte, dass dies ein rassistischer Rückschritt sei.

## Politische Karriere
Ihre Karriere begann als politische Beraterin von Ken Livingstone, welcher von 2000 bis 2008 als Bürgermeister von London amtierte. 2006 kandidierte sie für den Stadtrat von Islington, wurde allerdings nicht gewählt. 2010 wurde sie als Abgeordnete der Labour-Partei in den Stadtrat von Islington gewählt und vertrat dort den Bezirk Bunhill. Sie wurde 2014 und 2018 wiedergewählt. Dort war sie geschäftsführendes Mitglied im Gremium für Umwelt und Verkehr. Sie trat im März 2021 von diesem Posten zurück.
2016 wurde Webbe in das Nationale Executive Committee (NEC) der Labour-Partei gewählt. Im Jahr 2018 wurde sie erneut in das NEC gewählt und wurde Vorsitzende des NEC Disputes Panels.
Sie ersetzte bei den Parlamentswahlen 2019 den Abgeordneten Keith Vaz, da dieser nach einer Suspendierung zurückgetreten war. Webbe wurde mit einer Mehrheit von 6.019 Stimmen als Abgeordnete gewählt. Seit Januar 2020 ist sie Teil der „Socialist Group of Labour MPs“. Im Zeitraum von März 2020 bis April 2021 war sie Mitglied im „Backbench Business Committee“ des Unterhauses. Zudem war sie von Juli 2020 bis Januar 2022 Teil des Committee of Arms Export Control und von Mai 2020 bis Januar 2022 Mitglied des Foreign Affairs Committee. Sie ist auch stellvertretendes Mitglied der britischen Delegation für die Organisation für Sicherheit und Zusammenarbeit in Europa.
Im Februar 2021 entschuldigte Webbe sich, da sie zu spät eine erhaltende Vergütung angemeldet hatte und damit gegen den Verhaltenskodex für Abgeordnete verstieß. Am 4. November 2021 wurde sie aufgrund ihrer Verurteilung wegen Belästigung aus der Partei ausgeschlossen. Bei den Unterhauswahlen 2024 trat sie als unabhängige Kandidatin an, verpasste aber den Wiedereinzug in das Parlament.

## Verurteilung wegen Belästigung
Am 28. September 2020 wurde Webbe wegen Belästigung angeklagt, da sie eine Frau zwischen dem 1. September 2018 und dem 26. April 2020 belästigt haben soll, welche eine Affäre mit ihrem Partner hatte. Sie wurde bis zum Abschluss des Falls von der Labour-Fraktion suspendiert. Am 20. November 2020 plädierte Webbe auf nicht schuldig.
Webbe wurde im Oktober 2021 schuldig gesprochen und wurde zu 10 Wochen Haft, 2 Jahren Bewährung sowie 200 Stunden ehrenamtlicher Arbeit verurteilt. Die Labour Party forderte sie daraufhin zum Parteiaustritt auf und schloss sie aus der Partei aus. Webbe legte gegen das Urteil Berufung ein, welche im Mai 2022 abgewiesen wurde. Jedoch wurde ihre Strafe auf 80 Stunden Sozialarbeit sowie 50 Pfund Schmerzensgeld gesenkt.